# Faradays bur

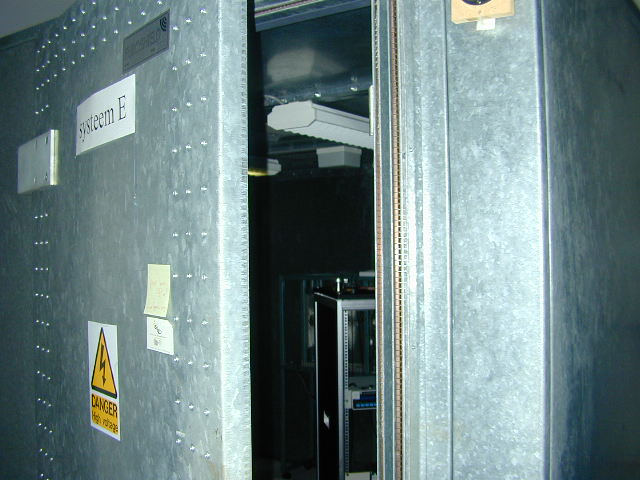
En Faradays bur

Animation som visar hur Faradays bur fungerar. När ett externt elektriskt fält (pilar) läggs på, kommer elektronerna (små cirklar) i metallen att röra sig till den vänstra sidan av buren, vilket ger den en negativ laddning, medan den stationära (bunden till atomer) obalanserade positiva laddningen ger den högra sidan en positiv laddning. Dessa inducerade laddningar kompenserar för det yttre fältet genom hela buren.

Faradays bur är ett utrymme som är avskärmat från elektriska fält (EMC) och elektromagnetisk strålning genom ett elektriskt ledande hölje. Namnet kommer av Michael Faraday, den elektriska induktionens upptäckare.
Faradays bur används till exempel i samband med känsliga elektriska mätningar för att undvika störningar på mätutrustningen från yttre elektromagnetiska fält.
För att en Faradays bur skall vara effektiv vid växlande elektromagnetiska fält krävs bland annat att dess öppningar är mindre än våglängden hos det växlande fältet - detta är en av anledningarna till att mobiltelefoner fungerar relativt bra även inuti bilar, eftersom dess radiovågors våglängd är ca 30 cm för GSM. Det är också därför man behöver en antenn utanför bilen för att bilradion ska fungera, då radions våglängd är ca 300 meter för AM, och för FM cirka 3 meter vilket ger begränsad mottagning. För åska och blixt är våglängden 100–1000 meter.
En bil eller husvagn fungerar likt en Faradays bur (om den har millimetertjock metall, modernare fordon har dock ofta så tunn plåt att bilen kan fatta eld) vid blixtnedslag genom att leda strömmen runt kupén.
Myndigheter och företag, till exempel Försvarsmakten, som arbetar med hemlig information använder sig av olika typer av Faradays bur för att inte röjande signaler skall kunna avlyssnas genom signalspaning och därmed kunna användas för underrättelseverksamhet. Medarbetare kan då, i dessa byggnadskonstruktioner, få arbeta med datorer som inte är anslutna till något datornätverk utan som är helt fristående.